# Tuba (orgelstämma)
Tuba är en orgelstämma som är 16´, 8´ eller 4´. Den tillhör kategorin trumpetstämma och har en trattformig uppsats. Stämman är även en rörstämma. Den är en så kallad högtryckstrumpet.